# Thor i kamp med jætterne
Thor i kamp med jætterne er en skulptur af Carl Bonnesen opstillet på taget af bryghuset af Ny Carlsberg i København.
Bonnesen havde i 1897-98 udarbejdet skulpturen Thor kører over Himmelbuen som konkurrenceforslag til en springvandsgruppe i København, men det var Anders Bundgaards Gefionspringvand, der vandt. Bonnesens forslag blev udført i stort format på bestilling af bryggeren Carl Jacobsen og anbragt på taget af bryghuset, der blev bygget i 1901. En skulpturgruppe med et beslægtet motiv, Thors kamp med Jætterne, blev opstillet på Torø i 1926 og senere i Odense.